# Cristiano Marques Gomes
Cristiano Márques Gómes, genannt Cris (* 3. Juni 1977 in Guarulhos), ist ein ehemaliger brasilianischer Fußballspieler.

## Vereinskarriere
Der Abwehrspieler begann seine Karriere 1995 bei Corinthians in São Paulo. Mit den Corinthians gewann er gleich in seiner ersten Saison den Copa do Brasil und 1998 die brasilianische Meisterschaft. Anschließend wechselte er nach Belo Horizonte zum Cruzeiro EC, wo er ebenfalls den Gewinn des Copa do Brasil 2000 und den brasilianischen Meistertitel (2003) feiern konnte. 
Von 2004 bis 2012 war Cris bei Olympique Lyon unter Vertrag. Mit dem französischen Klub gewann er viermal die französische Meisterschaft und zweimal den Superpokal (Trophée des Champions).
Nach acht Jahren in Frankreich wechselte der Innenverteidiger am 3. September 2012 zu Galatasaray Istanbul. Nach fünf Monaten wurde der Vertrag aufgelöst.
Er wechselte daraufhin zurück in sein Heimatland zu Gremio Porto Alegre. Im August 2013 wechselte er zu Vasco da Gama.
Im Januar 2014 beendete Cris seine Karriere als Fußballprofi.

## Nationalmannschaft
Sein Debüt im A-Nationalteam gab Cris am 1. Juli 2001 gegen Uruguay. Er gewann mit der brasilianischen Auswahl die Copa América im Sommer 2004 und nahm an der WM 2006 teil.

## Erfolge
- Brasilianischer Meistertitel: 1998, 2003
- Copa Sul-Minas: 2001, 2002
- Copa do Brasil: 1995, 2000, 2003
- Französischer Meistertitel: 2005, 2006, 2007, 2008
- Trophée des Champions (Französischer Superpokal): 2005, 2006
- Copa América: 2004

## Auszeichnungen
- Silberner Ball (Brasilien): 2000
- Gewinner der Étoile d’Or als bester Feldspieler der Ligue 1: 2005, 2007